# ヴィルヘルム・シュテーア
ヴィルヘルム・シュテーア（Wilhelm Stör、1893年5月10日 - 1977年12月12日）は、第一次世界大戦で5機を撃墜したドイツのエース・パイロットである。
第一次世界大戦でドイツ帝国陸軍の騎兵連隊（Hussar Regiment）で軍務に就いた後でシュテーアは、陸軍航空隊へ転籍し、その後第68戦闘飛行中隊の戦闘機パイロットとなった。3機の航空機と2基の気球を撃墜した戦功により鉄十字勲章を受勲した。
戦間期にシュテーアは曲芸パイロット兼曲芸飛行教官となり、その後ドイツ運輸航空学校（Deutsche Verkehrsfliegerschule）のパイロットとなった。特徴のある旭光模様を塗装された単葉機のBFW M.35（登録記号：D-EQAN）で出場した1935年と1936年のthe German master aerobatic contestに優勝し、数か国で展示飛行を行った後にアウクスブルクのメッサーシュミット社の工場でテストパイロットとなった。そこではBf 108やヘス自身の操縦で1941年にスコットランドへ飛んだBf 110（無線記号：VJ+OQ）といった同社製航空機の操縦訓練をルドルフ・ヘスに施したことで知られる。1941年5月にシュテーアは2機のBf 109戦闘機を日本の川崎へ運ぶように命じられ、その後のヘスの操縦訓練は同僚の（Helmut Kaden）に引き継がれた。